# Avro 641 Commodore
L'Avro 641 Commodore est un avion monomoteur de grand tourisme britannique de l'Entre-deux-guerres.

## Description
Après avoir construit le triplace Avro 639 Cabin Cadet (en), Roy Chadwick dessina un appareil pour 5 personnes. Ce biplan à ailes décalées avait une structure en tubes d’acier et un train principal caréné semi-cantilever. Seul le plan inférieur comportait des ailerons et son porte-à-faux était tenu par un mat profilé prenant appui au sommet de la cabine, sur le cadre recevant le longeron arrière du plan supérieur. Équipé pour le vol de nuit, le Commodore était entraîné par un moteur 7 cylindres en étoile Armstrong Siddeley Lynx sous un profond capot NACA, entraînant une hélice bipale.

## 6 exemplaires construits
Le premier exemplaire [G-ACNT, c/n 691] fut livré à son propriétaire le 24 mai 1934 et démoli en octobre 1939. Les deux suivants [G-ACRX, c/n 700 et G-ACUA, c/n 721] furent vendus par Airworks Ltd en 1936 à des clients égyptiens. Au début de la Seconde Guerre mondiale ils furent réquisitionnés par la Force aérienne égyptienne, qui les utilisa comme avions de liaison jusqu’en 1941. 
Deux autres appareils furent livrés à des clients britanniques. Le [G-ACUG, c/n 722] fut réquisitionné par l’Air Transport Auxiliary le 15 février 1942 comme [DJ710] et détruit sur accident le 10 août suivant, le second [G-ACZB, c/n 729] utilisé brièvement par le No 17 OTU de Cranfield [HH979]. 
Le dernier Commodore fut vendu au Maharajah de Viziangram [VT-ANF, c/n 759] mais se révéla inadapté aux conditions climatiques indiennes. Il fut renvoyé en Grande-Bretagne et démoli à Woodford en 1935. 

## Sources
1. 1 2  Flight 31 mai 1934 p. 533/539
2. 1 2  A.J. Jackson